# Gondebaud (561-566)
Gondebaud (561-566) est le fils aîné du roi des francs Gontran.

## Biographie
Il est né en 561 de l'union extra-conjugale de Gontran et d'une servante gauloise, Vénérande.
En 565, son père épouse Marcatrude, fille de Magnachaire, duc des Francs Transjurans. L'année suivante, celle-ci empoisonne Gondebaud avant de mourir la même année.